# Hermann Bringmann
Hermann Bringmann (* 28. Mai 1936 in Duderstadt; † 11. Dezember 2001 in Sarstedt) war ein deutscher Sportpädagoge, Sportfunktionär und Verwaltungsbeamter.
In seiner Jugend war Bringmann aktiver Turner beim TV Deutsche Eiche Bilshausen (Eichsfeld), wo er auch bald zum Oberturnwart gewählt wurde und 1961 half, den Spielmannszug Bilshausen zu gründen. Er blieb sein Leben lang mit seiner Heimatgemeinde verbunden und verfasste unter anderem die Dorfchronik. und engagierte sich als Ehrenmitglied im Turnverein. Nach seinem Abitur am Eichsfeld-Gymnasium in Duderstadt studierte er in Göttingen Sport (Examen bei Wilhelm Henze) und Germanistik. Nach seinem Referendariat in Diepholz wurde er zunächst Studienrat, später Oberstudienrat in Peine.

## Laufbahn
1969 wurde er Nachfolger von Willi Greite und war schon bald als Ministerialrat für den gesamten niedersächsischen Schul- und Vereinssport verantwortlich. 1991 blieb er im Rahmen der Zuständigkeitsteilung bis zu seinem Ruhestand 2001 nur noch für den außerschulischen Sport im Innenministerium zuständig.
Er war Gründungsmitglied und lange Zeit Koordinator der Konferenz der Sportreferenten der Bundesländer. Er war lange Jahre Mitglied der Arbeitsgruppe Sportstätten des Bundesinstitut für Sportwissenschaft. Er leitete die Antidoping-Arbeitsgruppe der Sportministerkonferenz und vertrat die Bundesrepublik in der Sport- und Kulturarbeitsgruppe des Europarates und bereitete die Europäische Sport-Charta vor. 1977 gründete er den Verein Niedersachsenrundfahrt der Radamateure und wurde deren amtierender Vorsitzender. 1980 koordinierte er für das Land Niedersachsen die Gründung des Niedersächsischen Instituts für Sportgeschichte und blieb bis zu seinem Ruhestand 2001 Vorstandsmitglied. 
1991 wurde er zum Vorsitzenden des Turnklub Jahn Sarstedt e.V. gewählt und blieb dies bis zu seinem Tode. Von 1966 bis zu seinem Tode leitete er den Chor der Katholischen Kirche in Sarstedt. Er engagierte sich in der Katholischen Erwachsenenbildung und war Vorsitzender der Erwachsenenbildung des Bistums Hildesheim und ab 1991 der gesamten katholischen Erwachsenenbildung im Lande Niedersachsen.
Bringmann starb kurz nach seinem Eintritt in den Ruhestand an einer Lungenembolie. Seine Handakten befinden sich im Archiv des  Niedersächsischen Institut für Sportgeschichte.

## Auszeichnungen
- 2001 Dr. Bernhard-Zimmermann-Plakette des NISH
- 2008 Aufnahme Ehrengalerie des Niedersächsischen Instituts für Sportgeschichte